# Elga (tijdschrift)
Elga was een Belgisch Nederlandstalig tijdschrift.

## Historiek
Het tijdschrift werd aanvankelijk uitgegeven door The Press. In 1993 werd het overgenomen door de Internationale Uitgevers Maatschappij (IUM). In 1997 fuseerde het tijdschrift met Feeling.
Lijst van tijdschriften in België